# L'Œil de verre
L'Œil de verre (A Caribbean Mystery) est un téléfilm policier britannique de la série télévisée Miss Marple, réalisé par Christopher Petit, sur un scenario de T.R. Bowen, d'après le roman Le major parlait trop d'Agatha Christie.
Ce téléfilm, qui constitue le 10e épisode de la série, a été diffusé pour la première fois au Royaume-Uni le 25 décembre 1989 sur la BBC.

## Synopsis
Miss Marple est en vacances à la Barbade, dans une pension tenue depuis peu par Molly et Tim Kendal. Parmi les autres clients se trouve le major Palgrave, personnage bavard qui lui raconte pourquoi il porte un œil de verre. Il explique à miss Marple qu'un assassin se trouve probablement dans l'île, et s'apprête à en montrer la photographie, mais il s'abstient quand il voit arriver un groupe de quatre autres touristes. Le lendemain, le major Palgrave est retrouvé mort, d'une crise cardiaque semble-t-il. 
Une jeune employée antillaise de la pension remarque que dans la chambre du major se trouve un médicament qu'elle n'y avait jamais vu auparavant. Après l'exhumation du corps de Palgrave, il est établi qu'il a été empoisonné.

## Fiche technique
- Titre français : L'Œil de verre
- Titre original (anglais) : A Caribbean Mystery
- Réalisation : Christopher Petit
- Scénario : T.R. Bowen, d'après le roman Le major parlait trop (1964) d'Agatha Christie
- Décors : Don Giles
- Costumes : Colin Lavers
- Photographie : John Walker
- Montage : Bernard Ashby et Paul Garrick
- Musique originale : Ken Howard
- Production : George Gallaccio
- Sociétés de production :
  - British Broadcasting Corporation (Royaume-Uni)
  - A&E Television Networks (États-Unis)
  - Seven Network (Australie)
- Durée : 104 minutes
- Pays d'origine :  Royaume-Uni
- Langue originale : Anglais
- Genre : Policier
- Ordre dans la série : 10e épisode
- Première diffusion :
  -  Royaume-Uni : 25 décembre 1989

## Distribution
- Joan Hickson : Miss Marple
- Donald Pleasence : Jason Rafiel
- Adrian Lukis (VF : Thierry Wermuth) : Tim Kendal
- Sophie Ward (VF : Caroline Beaune) : Molly Kendal
- T.P. McKenna : docteur Grahame
- Mickaël Feast : Edward Hillingdon
- Sheila Ruskin (VF : Monique Nevers) : Evelyn Hillingdon
- Frank Middlemass : major Palgrave
- Robert Swan : Greg Dyson
- Sue Lloyd : Lucky Dyson
- Barbara Barnes (VF : Michèle Buzynski) : Esther Walters
- Stephen Bent : Jackson
- Joseph Mydell : inspecteur Weston
- Valérie Buchanan : Victoria
- Isabelle Lucas : Tante Johnson